# Friedrich von Flotow

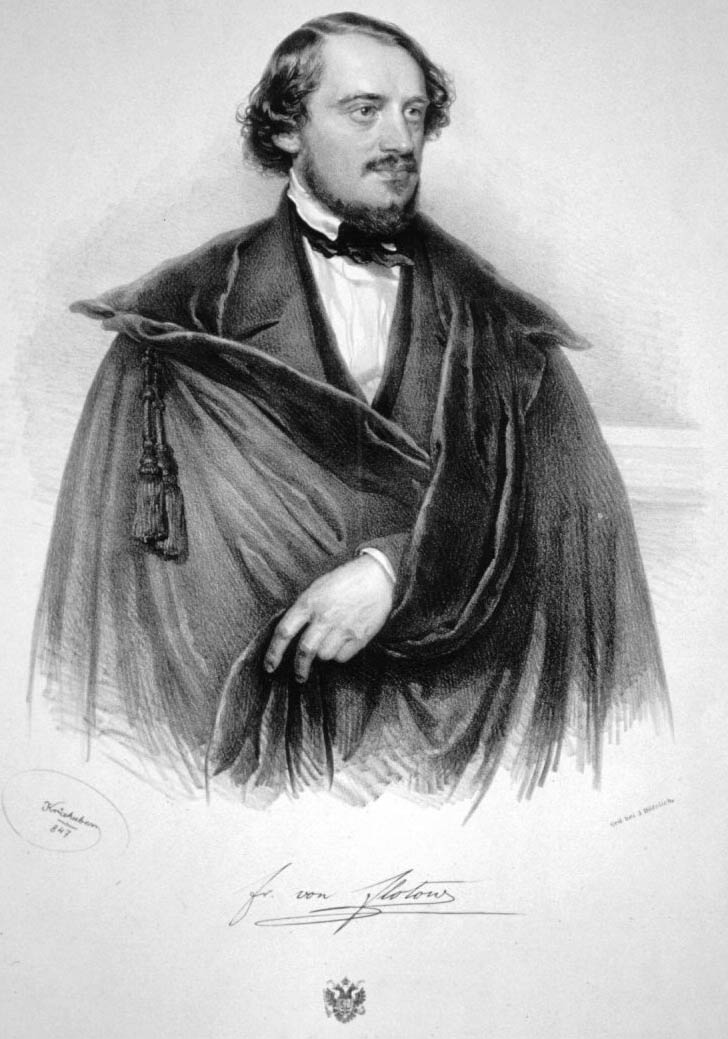
Friedrich von Flotow.

Friedrich Adolf Ferdinand, Freiherr von Flotow (Teutendorf, 27 de abril 1812 – Darmstadt, 24 de janeiro 1883) foi um compositor alemão.
É lembrado por sua ópera Martha, popular no século XIX.

## Biografia
Flotow nasceu em Teutendorf, em Mecklemburgo, de uma família aristocrática. Estudou no Conservatório de Paris teve como professores; Auber, Rossini, Meyerbeer, Donizetti, Halévy, e, mais tarde, Gounod e Offenbach. Estas influências são refletidas em suas óperas.
Completou sua primeira ópera em 1835, Pierre et Cathérine, mas a sua descoberta veio com Le naufrage de la Méduse (1839),  baseado no naufrágio do navio de guerra Méduse. Os três actos da ópera romântica Alessandro Stradella de 1844 é reconhecido como uma das melhores obras da Flotow. Martha foi pela primeira vez encenada em Viena, no Theater am Kärntnertor em 25 de Novembro de 1847.
Flotow escreveu cerca de 30 óperas. Sua ária mais conhecida é provavelmente "Ach! so fromm, ach! so traut." foi adicionado a Martha dezoito anos depois da estréia. Foi originalmente escrito para uma ópera Flotow de 1846. Foi muito gravado na sua versão em língua italiana, "M'apparì tutt'amor".
Passou seus últimos anos em Paris e Viena, e teve a satisfação de ver suas óperas levadas a cena em São Petersburgo e Turim.
Morreu em Darmstadt com 70 anos.